# Museologie

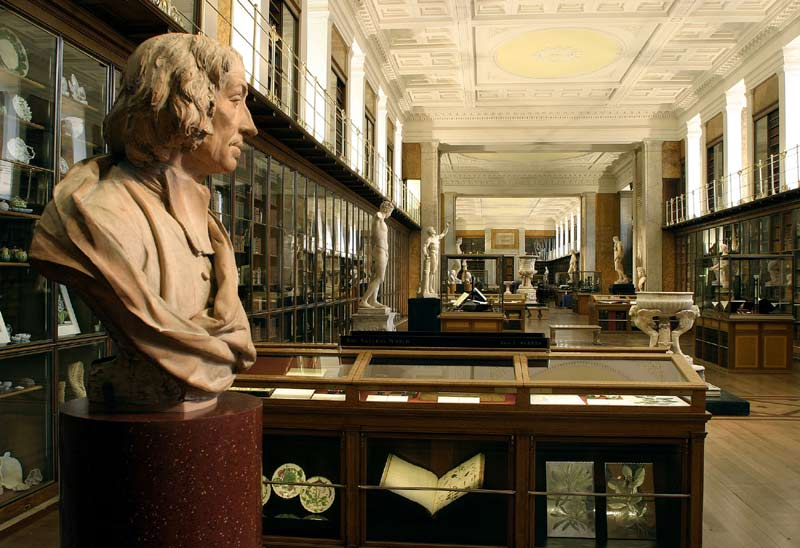
Een kamer in het British Museum, gerestaureerd om het idee van een museum uit de Verlichting weer te geven.

Museologie is de studie naar musea en de manier waarop ze zich hebben ontwikkeld in hun rol als educatief medium onder sociale en politieke druk. Zo wordt onder andere gekeken naar de manier waarop musea zijn gebouwd en hoe de tentoonstellingen zijn ingericht. Ook richt museologie zich op studies naar de doelgroepen voor wie een museum of tentoonstelling is bedoeld en wat de mogelijke toekomst van musea zal zijn.
Museumdirecteur Zbyněk Z. Stránský (1926-2016) wordt vaak gezien als de grondlegger van museologie in Europa. Het wordt echter nog niet algemeen erkend door historici en geleerden als een officiële studie.